# Иван Липошлиев
Иван Т. Липошлиев или Липушлиев е български учител и революционер, деец на Вътрешната македоно-одринска революционна организация.

## Биография
Липошлиев е роден във валовищкото село Горни Порой, тогава в Османската империя, днес Ано Пороя, Гърция. В 1886 година завършва с първия випуск Солунската българска мъжка гимназия и става учител. Преподава 22 години в български училища в Македония и Одринска Тракия и се занимава и с активна революционна дейност – член е на комитетите на ВМОРО в Горни Порой, Ресен, Крушово, Радовиш и Дедеагач. През учебната 1890/1891 година преподава в Сярското българско четирикласно училище, но в началото на второто полугодие напуска училището по домашни причини. В Дедеагач е учител в 1900/1901 година. Член е на серския окръжен революционен комитет. Арестуван е и лежи 11 месеца в серския затвор. През учебната 1909/1910 е главен учител в Петрич. След това е главен учител в Кукуш. Там става председател на основаното на 1 април 1912 година Българско отоманско гимнастическо дружество „Кукушки юнак“, чийто секретар е учителят Никола Терзиев.
На 1 септември 1912 година е назначен за главен учител в Неврокоп, но поради Балканската война заема поста едва през януари 1913 година, когато градът вече е зает от Българската армия. Липошлиев заварва училищните помещения заети от войската, което на практика било довело до прекратяване на учебния процес и настоява за освобождаването им. За един месец в Неврокоп училищата са затваряни от военните четири пъти, като такова е и положението в Мехомия.
Умира през 1945 година в София.
Синът му, Георги, в 1933 година завършва право в Софийския университет.